# Normanton le Heath
Normanton le Heath – wieś w Anglii, w hrabstwie Leicestershire. Leży 23 km na północny zachód od miasta Leicester i 162 km na północny zachód od Londynu.